# Gustaf Algernon Stierneld
Gustaf Nils Algernon Adolf Stierneld, född 12 juli 1791 i Stockholm, död där 14 november 1868, var en svensk friherre och utrikesminister. Han var son till Adolf Ludvig Stierneld.

## Biografi
Stierneld studerade vid universiteten i Kiel, Edinburgh och Uppsala samt blev 1811 andre sekreterare i Konungens kabinett för den utrikes brevväxlingen.  Under tyska fälttåget (1813—1814) tjänstgjorde han i kronprinsens kansli samt närvarade vid konferensen i Trachenberg, Polen, underhandlingarna i Frankfurt am Main och fredskongressen i Kiel.  1814 utnämndes han till chargé d'affaires i Haag. Han var envoyé i London 1818—1828. Åren 1838—1842 var han utrikesstatsminister men tjänstgjorde i praktiken inte som sådan efter 1840, efter ett politiskt bråk kring en affär som rörde Kabinettskassan. Åren 1848—1856 var han åter utrikesstatsminister, under ett viktigt skede för den svenska politiken.

## Utmärkelser

### Svenska utmärkelser
- Riddare och kommendör av Kungl. Maj:ts Orden (Serafimerorden), 7 maj 1838.[1]
- Riddare av Nordstjärneorden, 7 oktober 1817.[1]

### Utländska utmärkelser
- Riddare av Danska Elefantorden, 2 oktober 1848.[1]
- Storkorset av Franska Hederslegionen, 24 december 1855.[1]
- Storkorset av Norska Sankt Olavs orden, 5 september 1848.[1]
- Riddare av tredje klassen av Preussiska Röda örns orden, november 1813.[1]
- Storkorset av Portugisiska Kristusorden.[1]
- Riddare av andra klassen av Ryska Sankt Annas orden, 1813.[1]